# Мішель де Клерк
Мішель де Клерк (нід. Michel de Klerk, МФА: [ˈmiʃɛl dəˈklɛrək]; *24 листопада 1884, м. Амстердам, Нідерланди — 24 листопада 1923, там же) — нідерландський архітектор, один із засновників архітектурного руху, відомого як «Амстердамська школа».

## З творчості
На початку своєї кар'єри Мішель де Клерк працював під керівництвом інших архітекторів, серед яких, зокрема Едуард Кейперс (небіж Пітера Кейперса). Працюючи в майстерні Е. Кейперса де Клерк почав співпрацювати з двома іншими основоположниками Амстердамської школи — Йоганом ван дер Меєм і Пітом Крамером.
У 1912 році Мішель де Клерк узяв участь у проектуванні великого кооперативного будинку «Схепвартгейс» («Будинок судноплавства», нід. Scheepvaarthuis), призначеного для шести нідерландських судноплавних компаній, — спільно з ван дер Меєм і Крамером.
Незважаючи на чималу кількість розроблених де Клерком непересічних проектів будівель, дуже мало з них були втілені в камені. Однією з найвідоміших будівель, зведених за проектами де Клерка, є комплекс «Схіп» («Корабель», нід. Het Schip), розташований у амстердамському районі Спарндаммербюрт (нід. Spaarndammerbuurt).
За межами Амстердама де Клерком був побудований універсальний магазин «Беєнкорф» (нід. De Bijenkorf) у Гаазі (спільно з Крамером і ван дер Меєм).

## Галерея робіт

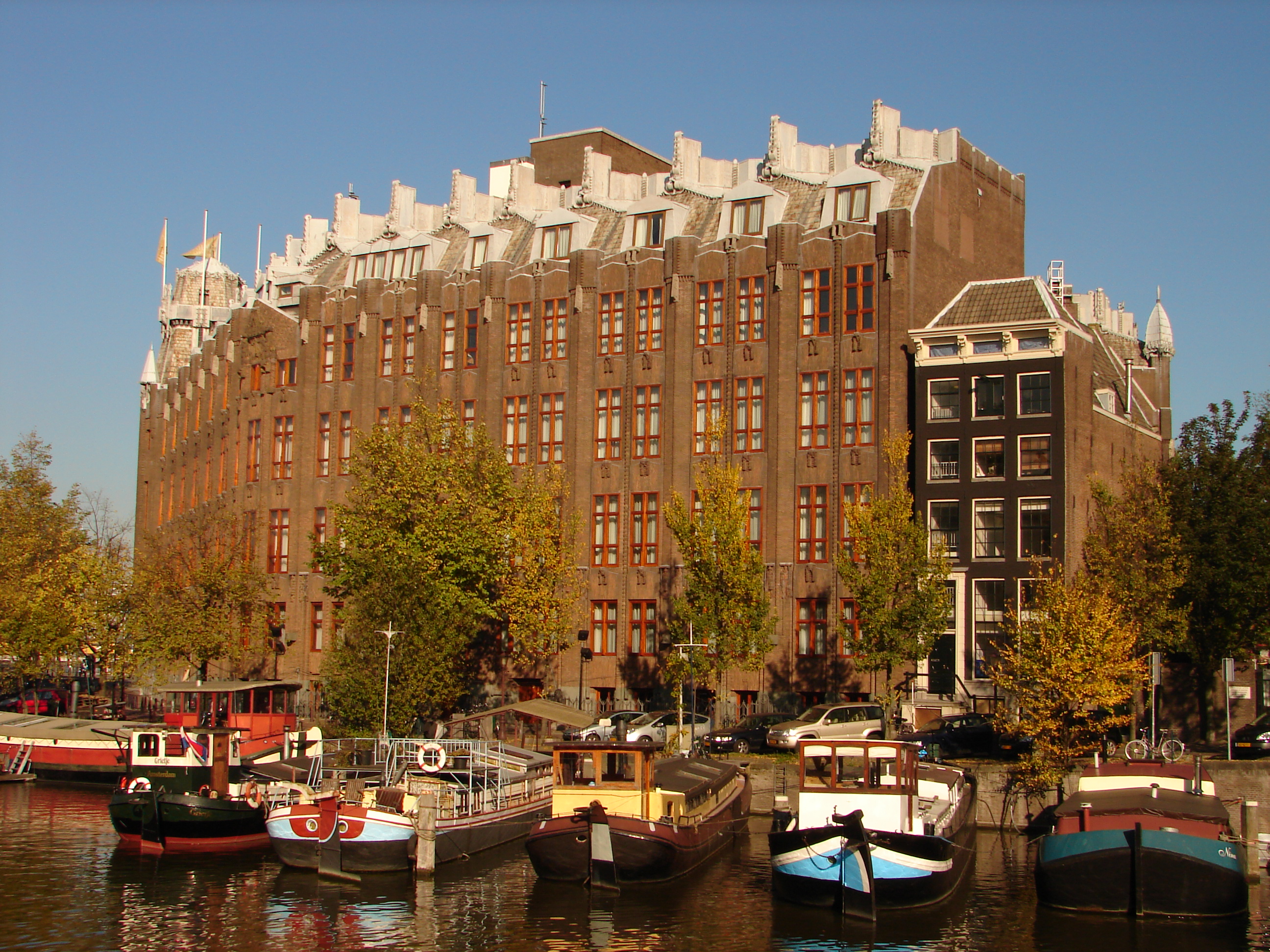
Scheepvaarthuis («Будинок судноплавства»)
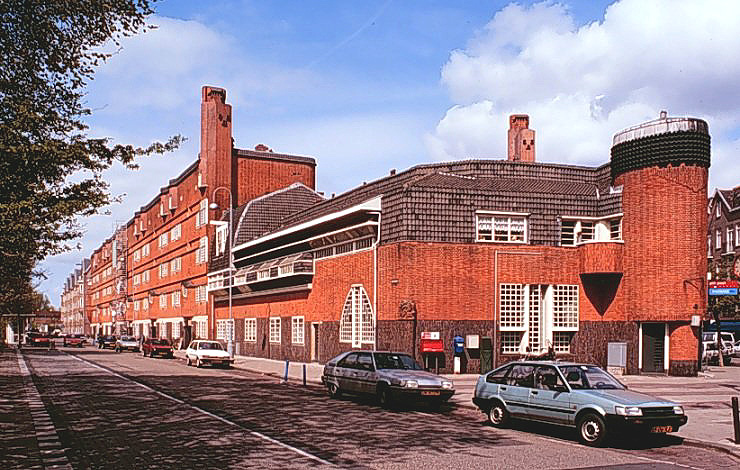
Het Schip («Корабель»)
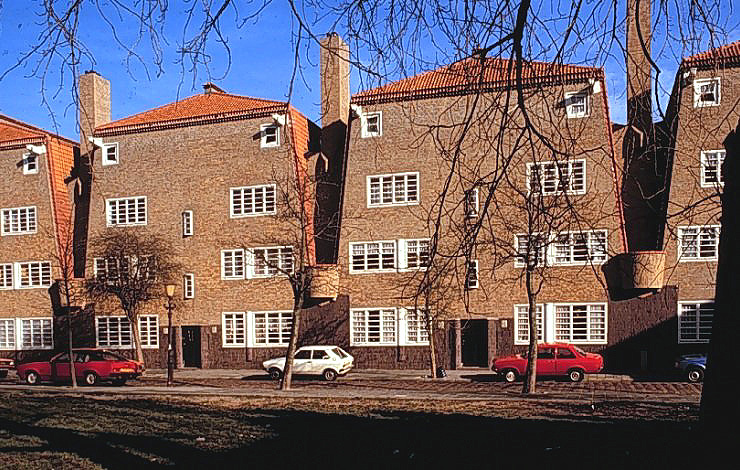
Житлові будинки у стилі «Амстердамської школи» на Dageraad (де Клерк, 1918—23)
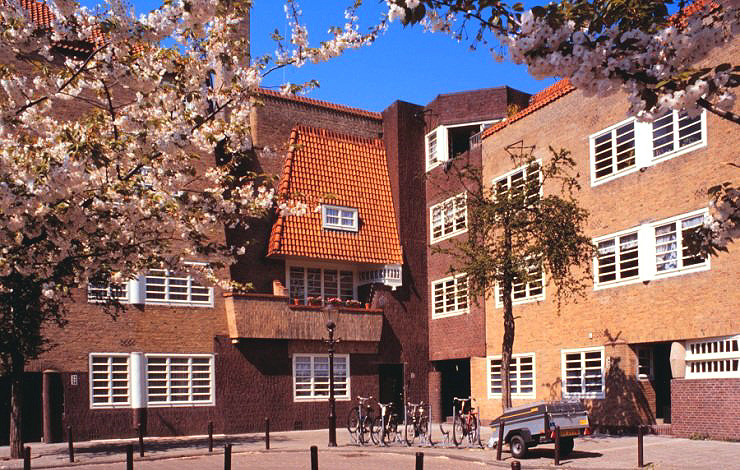
Житловий будинок на Dageraad